# Povrtna leća
Povrtna leća (jestiva leća, lat. Vicia lens; sin. Lens culinaris) jednogodišnja je biljka iz porodice mahunarki (lat. Fabaceae). Porijeklom je s Bliskog istoka. Uzgaja se zbog jestivog sjemena, koje ima oblik leće.
Koristi se za ljudsku prehranu još od razdoblja neolitika, i jedna je od najranijih udomaćenih vrsta. Leća je povrće s najvećim udjelom bjelančevina poslije soje (26%), zato i zauzima vrlo važnu ulogu u prehrani stanovništva nekih dijelova svijeta, naročito u južnoj Aziji.
Postoje razne sorte leće, različite po boji sjemena (smeđa, žuta, crvenkasta, zelena i crna).
Po ovom povrću nazvana su leće u optici, zbog oblika koji podsjeća na sjeme. U mnogim jezicima, riječ za optičku leću ista je ili izvedena iz riječi, koja se koristi za leću kao biljku.
Najveći svjetski proizvođači leće su: Kanada (1 510 200 t (2009.), Indija (950 000 t), Turska (302 181 t), SAD (265 760 t) i Australija (143 000 t). 	